# Каракесек (алимулы)
Каракесек (каз. қаракесек) — казахский род, являющийся одним из шести подразделений племени Алимулы в составе Младшего жуза. Род делится на четыре подрода Жылкыайдар, Есиль, Тобыл, Алжан.

## Происхождение
Согласно шежире известного акына Еримбета, к Алимулы относятся Жаманак (Шекты), Карамашак (Торткара), Айнык (Карасакал), Уланак (Каракесек), Тегинболат (Карасакал), Тойкожа (Ак кете). В 1748 году М. Тевкелев пишет: «Сильный род алчин, а алчин разделяется надвое, то есть каракисяк и байулы. Каракисяк всех сильнее, исчисляется шесть родов, а имянно: чекли, каракисяк, чюмекей, дюрткара, каракете, карасакал…».
Алимулы наряду с байулы представляют собой одно из двух крупных родоплеменных групп в составе алшынов. Рядом авторов аргументирована точка зрения о тождестве алшынов и алчи-татар, живших в Монголии до XIII в. Согласно шежире, приводимому Ж. М. Сабитовым, все алшынские роды в составе алимулы и байулы происходят от Алау из племени алшын, жившего в XIV в. во времена Золотоордынского хана Джанибека.
Судя по гаплогруппе C2-M48, прямой предок алшынов по мужской линии происходит родом с Восточной Азии (близка калмыкам и найманам рода сарыжомарт), но не является близким нирун-монголам (субклад С2-starcluster). Генетически племенам алимулы и байулы из народов Центральной Азии наиболее близки баяты, проживающие в аймаке Увс на северо-западе Монголии. Основной гаплогруппой для каракесек является C-Y15552 (которая также является общеалшынской).

## География расселения
Представители рода Каракесек проживают в Актюбинской области, а также на западе Кызылординской области.

## Подразделения
Род делится на четыре подрода: Жылкыайдар, Есиль, Тобыл, Алжан.